# Anne Enright

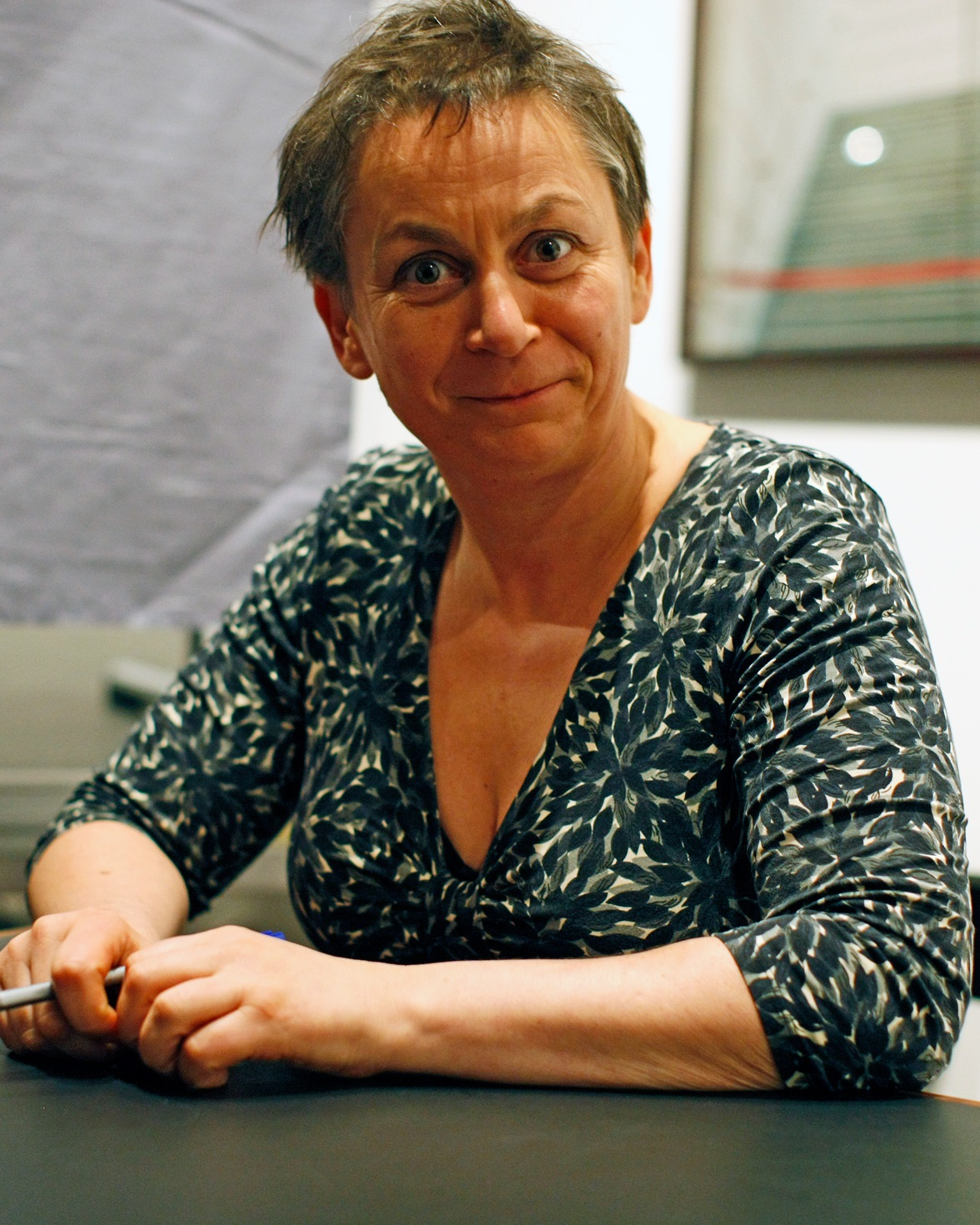
Anne Enright im Literaturhaus Köln am 18. November 2008

Anne Enright (* 11. Oktober 1962 in Dublin) ist eine irische Schriftstellerin und Literaturkritikerin.

## Leben
Nach dem Besuch des Lester B. Pearson United World College of the Pacific im kanadischen Vancouver studierte Enright Philosophie am Dubliner Trinity College. Danach ging sie mit einem Stipendium an die University of East Anglia und belegte Kreatives Schreiben bei Angela Carter und Malcolm Bradbury. Sie war insgesamt zwölf Jahre als Programmdirektorin, Produzentin und Regisseurin für das Kinderprogramm von Radio Telefís Éireann tätig.
1991 erschien ihr erstes belletristisches Werk, ein Band mit Erzählungen unter dem Titel The Portable Virgin.
Enright lebt in Bray im County Wicklow, ist verheiratet mit einem Theaterintendanten und -regisseur und hat zwei Kinder.

## Auszeichnungen und Ehrungen
- 1991: Rooney Prize for Irish Literature für The Portable Virgin
- 2007: Booker Prize[1] für The Gathering[2][3][4]
- 2008: Kerry Group Irish Fiction Award für The Gathering
- 2012: Andrew Carnegie Medal for Excellence in Fiction and Nonfiction für The Forgotten Waltz (dt.: Anatomie einer Affäre)
- 2015 wurde Anne Enright vom irischen Art Council zur ersten Poet Laureate ihres Landes bestimmt.[5]
- 2015: Irish Book Award (Novel of the Year) für The Green Road
- 2016: Kerry Group Irish Fiction Award für The Green Road
- 2017: Shortlist des International DUBLIN Literary Award mit The Green Road
- 2022: Bob Hughes Lifetime Achievement Award beim Irish Book Award

## Werke
Romane
- 1995 The Wig My Father Wore (Roman)
  - So fern Engel sehen, dt. von Jürgen Schneider. Fischer, Frankfurt am Main 1998. ISBN 3-596-13781-0
- 2000 What Are You Like? (Roman)
- 2002 The Pleasure of Eliza Lynch (Roman)
  - Elisas Gelüste, dt. von Angela Praesent. DuMont, Köln 2004. ISBN 3-8321-7840-6
- 2007 The Gathering (Roman)[6]
  - Das Familientreffen, dt. von Hans-Christian Oeser. DVA, München 2008. ISBN 978-3-421-04370-2
- 2011 The Forgotten Waltz (Roman)
  - Anatomie einer Affäre, dt. von Petra Kindler und Hans-Christian Oeser. DVA, München 2011. ISBN 978-3-421-04540-9.
- 2015 The Green Road (Roman).
  - Rosaleens Fest, Roman, dt. von Hans-Christian Oeser. DVA, München 2015, ISBN 978-3-421-04700-7.
- 2020 Actress (Roman).
  - Die Schauspielerin, Roman, dt. von Eva Bonné. Penguin Verlag, München 2020, ISBN 978-3-328-60134-0.

Erzählungen
- 1991 The Portable Virgin (Erzählungen)
  - Die tragbare Jungfrau, dt. von Jürgen Schneider. Fischer, Frankfurt am Main 1999. ISBN 3-596-13887-6
- 2008 Taking Pictures (Erzählungen)
  - Alles, was du wünschst, dt. von Hans-Christian Oeser und Jürgen Schneider. DVA, München 2009. ISBN 978-3-421-04383-2
- 2009 Yesterday's Weather (Erzählungen)

Sachbücher
- 2004 Making Babies. Stumbling into Motherhood (Essays)
  - Ein Geschenk des Himmels. Erlebnisse einer Mutter, dt. von Maria Mill. DuMont, Köln 2005. ISBN 3-8321-7881-3

Herausgeber
- 2011 The Granta Book Of The Irish Short Story